# Deux Femmes (film, 1933)
Pour les articles homonymes, voir Deux femmes.
Pour plus de détails, voir Fiche technique et Distribution.
Deux Femmes (Pilgrimage) est un film américain réalisé par John Ford, sorti en 1933.

## Synopsis
Dans un village de l'Arkansas, Hannah Jessop, une vieille femme s'occupe de sa ferme avec l'aide de son fils, Jim. Mais ce dernier tombe amoureux d'une jeune fille réprouvée par la mère. Afin d'empêcher leur union, elle enrôle son fils dans l'armée pour combattre en France. Retrouvant sa fiancée lors d'une courte étape dans une gare, le jeune soldat apprend qu'elle est enceinte. Il refuse alors de rejoindre ses camarades avant de l'avoir épousé mais il est tout de même contraint de reprendre le convoi en partance pour le front. La guerre lui sera fatale.
Dix ans plus tard, son fils, le jeune Jimmy a grandi. Bousculé à l'école et ignoré par sa grand-mère, il demande à sa mère de quitter ce village qui ne les aime pas.
Les autorités proposent alors à la vieille femme de partir se recueillir sur la tombe de son fils en France. Au fil des rencontres, elle réfléchit sur sa responsabilité et trouve la rédemption.

## Fiche technique
- Réalisation : John Ford
- Scénario : Barry Conners et Philip Klein
- Musique originale : R.H. Bassett
- Photographie : George Schneiderman
- Montage : Louis R. Loeffler
- Costumes : Sam Benson (non crédité) et Earl Luick
- Format : Noir et blanc - Mono - 35 mm
- Direction artistique : William S. Darling
- Pays :  États-Unis
- Langue : anglais - français
- Dates de sortie : États-Unis, 12 juillet 1933 (New York) - 18 août 1933 (sortie nationale)

## Distribution
- Henrietta Crosman - Mme Hannah Jessop
- Marian Nixon - Mary Saunders
- Norman Foster - Jim 'Jimmy' Jessop (fils d'Hannah)
- Lucille La Verne - Mme Kelly Hatfield
- Maurice Murphy - Gary Worth
- Heather Angel - Suzanne
- Jay Ward - Jimmy Saunders (fils de Mary et Jimmy Hessop)
- Robert Warwick - Major Albertson
- Louise Carter - Mme Rogers
- Betty Blythe - Janet Prescot
- Francis Ford - le maire Elmer Briggs
- Charley Grapewin - papa Saunders
- Hedda Hopper - Mme Worth (mère de Gary Worth)
- Frances Rich - infirmière

Acteurs non crédités
- Ann Brody - femme avec Mme Goldstein
- Edward Gargan - le journaliste Marty
- Si Jenks : Jimmy Gish
- Claude King - capitaine du bateau
- Greta Meyer - Mme Haberschmidt
- Sarah Padden - mère de Mia